# Aaron Lohr
Pour les articles homonymes, voir Lohr (homonymie).
Aaron Lohr est un acteur américain né le 7 avril 1976 à Los Angeles, Californie (États-Unis).

## Filmographie
- 1987 : Bustin' Loose (série TV) : Nikky Robison
- 1988 : Scooby-Doo and the Ghoul School (TV) : Miguel (voix)
- 1990 : Peter Pan et les Pirates (Peter Pan and the Pirates) (série TV) : Hard-to-hit, Tall Twin
- 1990 : Cartoon All-Stars to the Rescue (TV) (voix)
- 1992 : Newsies : Mush
- 1994 : Les Petits champions 2 (D2: The Mighty Ducks) : Dean Portman
- 1995 : Dingo et Max (Doublage) (Long Métrage d'animation) : Maximillian « Max » Goof (Chant)
- 1996 : Les Petits champions 3 (D3: The Mighty Ducks) : Dean Portman
- 1997 : Trojan War : Jock #1
- 1998 : Programmés pour tuer (Perfect Assassins) (TV) : Billy Collins
- 2000 : Daydream Believers: The Monkees Story (TV) : Micky Dolenz
- 2005 : Rent : Steve